# Туманність Пелікан

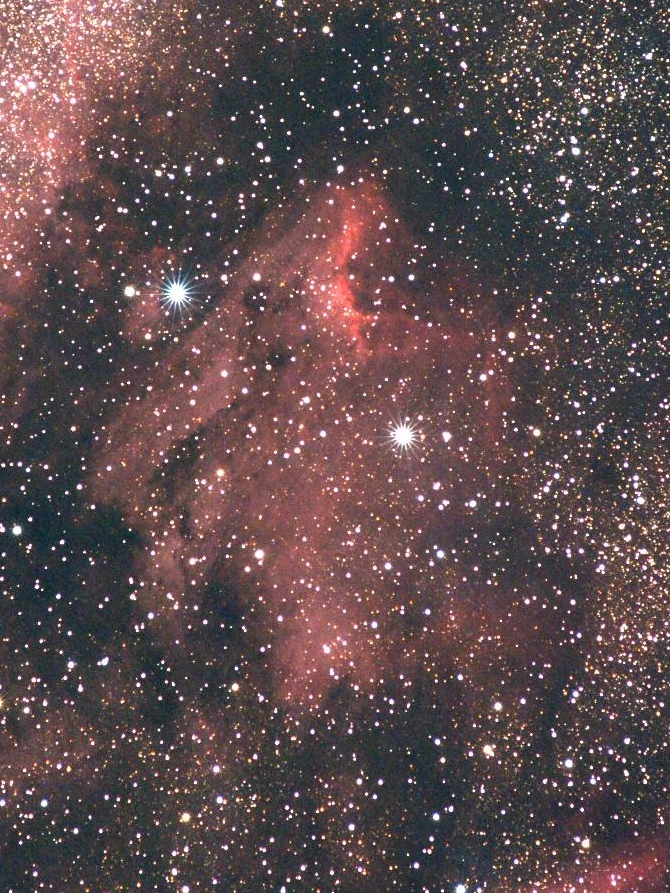
Туманність Пелікан

Туманність Пелікан (IC 5070) — велика туманність в сузір'ї Лебедя, поблизу зірки Денеб, відокремлена від свого яскравішого оточення (туманності Північна Америка) хмарою темного пилу. Туманність Пелікан добре вивчена, тому що в ній спостерігаються надзвичайно активні процеси одночасного формування зірок та вивільнення хмар газу. Світло від молодих високоенергетичних зірок повільно нагріває холодний газ та поступово просуває фронт іонізації назовні туманності, але все ще спостерігаються і особливо щільні струмені холодного газу. Через мільйони років ця туманність не зможе називатись Пеліканом, тому що співвідношення та розташування зірок та газу сформує зовсім іншу візуальну картину.
IC 5070 — галактика типу EN (емісійна туманність) у сузір'ї Либідь. Цей об'єкт міститься в оригінальній редакції індексного каталогу.